# Lista siturilor arheologice din județul Maramureș - S
Lista siturilor arheologice din județul Maramureș - S conține toate siturile arheologice din județul Maramureș înscrise în Repertoriul Arheologic Național (RAN) și aflate în localități al căror nume începe cu litera S. RAN este administrat de Ministerul Culturii și Patrimoniului Național și cuprinde date științifice, cartografice, topografice, imagini și planuri, precum și orice alte informații privitoare la zonele cu potențial arheologic, studiate sau nu, încă existente sau dispărute.
Puteți căuta un sit din localitățile care încep cu litera S folosind formularul de mai jos sau puteți naviga prin toate siturile din județ la Lista siturilor arheologice din județul Maramureș.
| Cod RAN                                   | Denumire | Localitate                            | Adresă                                                  | Datare              | Descoperit                     | Coordonate                                      | Imagine           | Erori            |
| ----------------------------------------- | --- | ------------------------------------- | ------------------------------------------------------- | ------------------- | ------------------------------ | ----------------------------------------------- | ----------------- | ---------------- |
| 106639.01.02                              | Situl arheologic de la Sarasău - "Zăpodie" / ansamblu anonim (Categorie: locuire civilă) (Tip: Așezare)                                | sat Sarasău, comuna Sarasău           | Zăpodie                                                 | sec. V - IV a.Chr.  |                                |                                                 | Încărcați imagine | Raportați eroare |
| 106639.01.03                              | Situl arheologic de la Sarasău - "Zăpodie" / ansamblu anonim (Categorie: locuire civilă) (Tip: Așezare)                                | sat Sarasău, comuna Sarasău           | Zăpodie                                                 | sec. IV - V         |                                |                                                 | Încărcați imagine | Raportați eroare |
| 106639.01.04 (Cod LMI: MM-I-m-B-04409.01) | Situl arheologic de la Sarasău - "Zăpodie" / ansamblu anonim (Categorie: locuire civilă) (Tip: Așezare)                                | sat Sarasău, comuna Sarasău           | Zăpodie                                                 | sec. IX - XIII      |                                |                                                 | Încărcați imagine | Raportați eroare |
| 106639.01.01                              | Situl arheologic de la Sarasău - "Zăpodie" / ansamblu anonim (Categorie: locuire civilă) (Tip: Așezare)                                | sat Sarasău, comuna Sarasău           | Zăpodie                                                 | sec. V-IV î.e.n.    |                                |                                                 | Încărcați imagine | Raportați eroare |
| 106639.02.01 (Cod LMI: MM-I-s-B-04410)    | Așezarea Suciu de Sus de la Sarasău - "La moară" / ansamblu anonim (Categorie: locuire civilă) (Tip: Așezare)                          | sat Sarasău, comuna Sarasău           | La moară                                                | Suciu de Sus        |                                |                                                 | Încărcați imagine | Raportați eroare |
| 106639.03.01 (Cod LMI: MM-I-m-B-04411.02) | Situl arheologic de la Sarasău - "Lazul Mare" / ansamblu anonim (Categorie: locuire civilă) (Tip: Așezare)                             | sat Sarasău, comuna Sarasău           | Lazul Mare                                              | Suciu de Sus        |                                |                                                 | Încărcați imagine | Raportați eroare |
| 106639.03.02 (Cod LMI: MM-I-m-B-04411.01) | Situl arheologic de la Sarasău - "Lazul Mare" / ansamblu anonim (Categorie: locuire civilă) (Tip: Așezare)                             | sat Sarasău, comuna Sarasău           | Lazul Mare                                              | sec. X - XIII       |                                |                                                 | Încărcați imagine | Raportați eroare |
| 106639.04.01 (Cod LMI: MM-I-s-B-04412)    | Cetatea medievală de la Sarasău - "Cetățeaua" / ansamblu anonim (Categorie: locuire) (Tip: Cetate de pământ)                           | sat Sarasău, comuna Sarasău           | Cetățeaua                                               |                     |                                |                                                 | Încărcați imagine | Raportați eroare |
| 106639.05.01 (Cod LMI: MM-I-s-B-04413)    | Așezarea Suciu de Sus de la Sarasău - "Vașcăpău" / ansamblu anonim (Categorie: locuire civilă) (Tip: Așezare)                          | sat Sarasău, comuna Sarasău           | Vașcăpău                                                | Suciu de Sus        |                                |                                                 | Încărcați imagine | Raportați eroare |
| 106452.01.02 (Cod LMI: MM-I-s-B-04414)    | Situl arheologic de la Săsar - "Dâmbul Morii" / ansamblu anonim (Categorie: locuire civilă) (Tip: Așezare)                             | sat Săsar, comuna Recea               | Dâmbul Morii                                            | Suciu de Sus - II   | I. Stanciu 1989                |                                                 | Încărcați imagine | Raportați eroare |
| 106452.01.03 (Cod LMI: MM-I-s-B-04414)    | Situl arheologic de la Săsar - "Dâmbul Morii" / ansamblu anonim (Categorie: locuire civilă) (Tip: Așezare)                             | sat Săsar, comuna Recea               | Dâmbul Morii                                            | sec. IV             | I. Stanciu 1989                |                                                 | Încărcați imagine | Raportați eroare |
| 106452.01.01 (Cod LMI: MM-I-s-B-04414)    | Situl arheologic de la Săsar - "Dâmbul Morii" / ansamblu anonim (Categorie: locuire civilă) (Tip: Așezare)                             | sat Săsar, comuna Recea               | Dâmbul Morii                                            |                     | I. Stanciu 1989                |                                                 | Încărcați imagine | Raportați eroare |
| 106452.01.04 (Cod LMI: MM-I-s-B-04414)    | Situl arheologic de la Săsar - "Dâmbul Morii" / ansamblu anonim (Categorie: locuire civilă) (Tip: Așezare)                             | sat Săsar, comuna Recea               | Dâmbul Morii                                            |                     | I. Stanciu 1989                |                                                 | Încărcați imagine | Raportați eroare |
| 108972.01.01 (Cod LMI: MM-I-m-B-04415.02) | Situl arheologic de la Seini - "Dagas" / ansamblu anonim (Categorie: locuire civilă) (Tip: Așezare)                                    | oraș Seini                            | Dagas                                                   | Starcevo - Criș     | I. Stanciu 1989                |                                                 | Încărcați imagine | Raportați eroare |
| 108972.01.02 (Cod LMI: MM-I-m-B-04415.01) | Situl arheologic de la Seini - "Dagas" / ansamblu anonim (Categorie: locuire civilă) (Tip: Așezare)                                    | oraș Seini                            | Dagas                                                   | Suciu de Sus        | I. Stanciu 1989                |                                                 | Încărcați imagine | Raportați eroare |
| 108972.01.03 (Cod LMI: MM-I-s-B-04415)    | Situl arheologic de la Seini - "Dagas" / ansamblu anonim (Categorie: locuire civilă) (Tip: Așezare)                                    | oraș Seini                            | Dagas                                                   |                     | I. Stanciu 1989                |                                                 | Încărcați imagine | Raportați eroare |
| 108972.02.01 (Cod LMI: MM-I-m-B-04416.02) | Situl arheologic de la Seini - "Berenaș" / ansamblu anonim (Categorie: locuire civilă) (Tip: Așezare)                                  | oraș Seini                            | Berenaș                                                 |                     | I. Stanciu                     |                                                 | Încărcați imagine | Raportați eroare |
| 108972.02.02 (Cod LMI: MM-I-m-B-04416.01) | Situl arheologic de la Seini - "Berenaș" / ansamblu anonim (Categorie: locuire civilă) (Tip: Așezare)                                  | oraș Seini                            | Berenaș                                                 | Suciu de Sus        | I. Stanciu                     |                                                 | Încărcați imagine | Raportați eroare |
| 108972.02.03 (Cod LMI: MM-I-s-B-04416)    | Situl arheologic de la Seini - "Berenaș" / ansamblu anonim (Categorie: locuire civilă) (Tip: Așezare)                                  | oraș Seini                            | Berenaș                                                 | sec. IV             | I. Stanciu                     |                                                 | Încărcați imagine | Raportați eroare |
| 108972.03.01 (Cod LMI: MM-I-s-B-04417)    | Cetatea medievală de la Seini - "Dealul Cetății" / ansamblu anonim (Categorie: locuire civilă) (Tip: Cetate)                           | oraș Seini                            | Dealul Cetății                                          | sec. XIII           |                                |                                                 | Încărcați imagine | Raportați eroare |
| 106568.01.01 (Cod LMI: MM-I-s-B-04419)    | Așezarea medievală de la Sighetu Marmației - "Valea Mare" / ansamblu anonim (Categorie: locuire civilă) (Tip: Așezare)                 | municipiul Sighetu Marmației          | Valea Mare                                              | sec. XII - XIII     |                                |                                                 | Încărcați imagine | Raportați eroare |
| 109087.01.01 (Cod LMI: MM-I-s-B-04420)    | Așezarea din epoca bronzului de la Suciu de Jos - "Izvoriște" / ansamblu anonim (Categorie: locuire civilă) (Tip: Așezare)             | sat Suciu de Jos, comuna Suciu de Sus | Izvoriște                                               | Suciu de Sus        |                                |                                                 | Încărcați imagine | Raportați eroare |
| 109087.02.01 (Cod LMI: MM-I-s-B-04421)    | Așezarea din epoca bronzului de la Suciu de Jos - "Gura Boii" / ansamblu anonim (Categorie: locuire civilă) (Tip: Așezare)             | sat Suciu de Jos, comuna Suciu de Sus | Gura Boii                                               | Suciu de Sus        |                                |                                                 | Încărcați imagine | Raportați eroare |
| 109050.01.01 (Cod LMI: MM-I-s-A-04422)    | Situl arheologic din epoca bronzului de la Suciu de Sus - "Poduri pe Coastă" / ansamblu anonim (Categorie: locuire) (Tip: Așezare)     | sat Suciu de Sus, comuna Suciu de Sus | Poduri pe Coastă                                        | Suciu de Sus        |                                |                                                 | Încărcați imagine | Raportați eroare |
| 109050.01.02 (Cod LMI: MM-I-m-A-04422.02) | Situl arheologic din epoca bronzului de la Suciu de Sus - "Poduri pe Coastă" / ansamblu anonim (Categorie: locuire) (Tip: Necropolă)   | sat Suciu de Sus, comuna Suciu de Sus | Poduri pe Coastă                                        | Suciu de Sus        |                                |                                                 | Încărcați imagine | Raportați eroare |
| 109050.02.01 (Cod LMI: MM-I-s-B-04423)    | Așezarea din epoca bronzului de la Suciu de Jos -"Pe Șes" / ansamblu anonim (Categorie: locuire civilă) (Tip: Așezare)                 | sat Suciu de Sus, comuna Suciu de Sus | Pe Șes                                                  | Suciu de Sus        |                                |                                                 | Încărcați imagine | Raportați eroare |
| 109489.01.01                              | Așezarea neo-eneolitică de la Sălnița-Cetățeaua / ansamblu anonim (Categorie: locuire civilă) (Tip: Așezare)                           | sat Sălnița, comuna Vima Mică         | Cetățeaua                                               |                     |                                |                                                 | Încărcați imagine | Raportați eroare |
| 108883.01                                 | Unelte neolitice la Săcel-Moară (Categorie: descoperire izolată) (Tip: obiect izolat)                                                  | sat Săcel, comuna Săcel               | Moară                                                   |                     |                                |                                                 | Încărcați imagine | Raportați eroare |
| 108972.04.01                              | Așezarea neolitică de la Seini - Cazemate / ansamblu anonim (Categorie: locuire civilă) (Tip: Locuire)                                 | oraș Seini                            | Cazemate                                                | Pișcolt             | Zoia Kalmar                    |                                                 | Încărcați imagine | Raportați eroare |
| 108972.05.01                              | Așezarea eneolitică de la Seini - "Ferma 7 IAS" / ansamblu anonim (Categorie: locuire civilă) (Tip: Așezare)                           | oraș Seini                            | Ferma 7 IAS                                             | Tiszapolgár         | V. Țintaș 1985                 |                                                 | Încărcați imagine | Raportați eroare |
| 108972.05.02                              | Așezarea eneolitică de la Seini - "Ferma 7 IAS" / ansamblu anonim (Categorie: locuire civilă) (Tip: Așezare)                           | oraș Seini                            | Ferma 7 IAS                                             | Suciu de Sus - I    | V. Țintaș 1985                 |                                                 | Încărcați imagine | Raportați eroare |
| 108721.01.01 (Cod LMI: MM-II-a-A-04629)   | Castelul Teleki de la Satulung / ansamblu Castelul Teleki (Categorie: construcție) (Tip: Castel)                                       | sat Satulung, comuna Satulung         | 382                                                     | 1740 - 1780         |                                | 47°34′07″N 23°25′41″E / 47.568513°N 23.428096°E | Încărcați imagine | Raportați eroare |
| 108721.01.01 (Cod LMI: MM-II-a-A-04629)   | Castelul Teleki de la Satulung / ansamblu Castelul Teleki / complex Anexă (Categorie: construcție) (Tip: clădire)                      | sat Satulung, comuna Satulung         | 382                                                     | 1740-1780           |                                | 47°34′07″N 23°25′41″E / 47.568513°N 23.428096°E | Încărcați imagine | Raportați eroare |
| 108721.01.02 (Cod LMI: MM-II-a-A-04629)   | Castelul Teleki de la Satulung / ansamblu anonim (Categorie: construcție) (Tip: Parc)                                                  | sat Satulung, comuna Satulung         | 382                                                     | 1740 - 1780         |                                | 47°34′07″N 23°25′41″E / 47.568513°N 23.428096°E | Încărcați imagine | Raportați eroare |
| 106568.03 (Cod LMI: MM-II-m-B-04737)      | Fosta Prefectură a comitatului Maramureș de la Sighetu Marmației / ansamblu anonim (Categorie: construcție)                            | municipiul Sighetu Marmației          | str. Mihaly Ioan de Apșa 2                              |                     |                                |                                                 | Încărcați imagine | Raportați eroare |
| 106568.02.01 (Cod LMI: MM-II-m-A-04743)   | Biserica reformată medievală de la Sighetu Marmației / ansamblu anonim (Categorie: structură de cult/religioasă) (Tip: Biserică)       | municipiul Sighetu Marmației          | str. Mihaly Ioan de Apșa 14                             | sec. XIV - XV       |                                | 47°55′43″N 23°53′02″E / 47.928511°N 23.883939°E | Încărcați imagine | Raportați eroare |
| 107225.01.01                              | Așezarea preistorică de la Stremț - Poduri / ansamblu anonim (Categorie: locuire) (Tip: Așezare)                                       | sat Stremț, comuna Băsești            | Poduri                                                  |                     |                                |                                                 | Încărcați imagine | Raportați eroare |
| 107225.02.01                              | Așezarea din epoca bronzului de la Stremț / ansamblu anonim (Categorie: locuire) (Tip: Așezare)                                        | sat Stremț, comuna Băsești            |                                                         | Suciu de Sus        |                                |                                                 | Încărcați imagine | Raportați eroare |
| 107537.03.01                              | Așezarea din epoca bronzului de la Sârbi / ansamblu anonim (Categorie: locuire) (Tip: Așezare)                                         | sat Sârbi, comuna Budești             |                                                         |                     |                                |                                                 | Încărcați imagine | Raportați eroare |
| 107537.04.01                              | Așezarea Suciu de Sus de la Sârbi - Valea Plopii / ansamblu anonim (Categorie: locuire) (Tip: Așezare)                                 | sat Sârbi, comuna Budești             | Valea Plopii                                            | Suciu de Sus        |                                |                                                 | Încărcați imagine | Raportați eroare |
| 106639.08.01                              | Așezarea Suciu de Sus de la Sarasău - După Ștrec / ansamblu anonim (Categorie: locuire) (Tip: Așezare)                                 | sat Sarasău, comuna Sarasău           | După Ștrec                                              | Suciu de Sus        |                                |                                                 | Încărcați imagine | Raportați eroare |
| 108883.02.01                              | Așezarea neolitică de la Săcel - Șes / ansamblu anonim (Categorie: locuire) (Tip: Așezare)                                             | sat Săcel, comuna Săcel               | Șes                                                     |                     |                                |                                                 | Încărcați imagine | Raportați eroare |
| 108954.01.01                              | Situl arheologic de la Săpânța - Sub Scaun / ansamblu anonim (Categorie: locuire) (Tip: Așezare)                                       | sat Săpânța, comuna Săpânța           | Sub Scaun                                               |                     |                                |                                                 | Încărcați imagine | Raportați eroare |
| 108954.01.02                              | Situl arheologic de la Săpânța - Sub Scaun / ansamblu anonim (Categorie: locuire) (Tip: Așezare)                                       | sat Săpânța, comuna Săpânța           | Sub Scaun                                               |                     |                                |                                                 | Încărcați imagine | Raportați eroare |
| 108954.01.03                              | Situl arheologic de la Săpânța - Sub Scaun / ansamblu anonim (Categorie: locuire) (Tip: Așezare)                                       | sat Săpânța, comuna Săpânța           | Sub Scaun                                               |                     |                                |                                                 | Încărcați imagine | Raportați eroare |
| 108954.02.01                              | Așezarea preistorică de la Săpânța - Părți / ansamblu anonim (Categorie: locuire) (Tip: Așezare)                                       | sat Săpânța, comuna Săpânța           | Părți                                                   |                     |                                |                                                 | Încărcați imagine | Raportați eroare |
| 108954.03                                 | Așezarea medievală de la Săpânța - Livada (Categorie: locuire) (Tip: așezare)                                                          | sat Săpânța, comuna Săpânța           | Livada                                                  |                     | T. Ivanciuc                    |                                                 | Încărcați imagine | Raportați eroare |
| 108972.09.01                              | Situl arheologic de la Seini - Moșia Brazilor / ansamblu anonim (Categorie: locuire) (Tip: Așezare)                                    | oraș Seini                            | Moșia Brazilor                                          |                     |                                |                                                 | Încărcați imagine | Raportați eroare |
| 108972.09.02                              | Situl arheologic de la Seini - Moșia Brazilor / ansamblu anonim (Categorie: locuire) (Tip: Așezare)                                    | oraș Seini                            | Moșia Brazilor                                          | Gava                |                                |                                                 | Încărcați imagine | Raportați eroare |
| 108972.09.03                              | Situl arheologic de la Seini - Moșia Brazilor / ansamblu anonim (Categorie: locuire) (Tip: Așezare)                                    | oraș Seini                            | Moșia Brazilor                                          |                     |                                |                                                 | Încărcați imagine | Raportați eroare |
| 108972.09.04                              | Situl arheologic de la Seini - Moșia Brazilor / ansamblu anonim (Categorie: locuire) (Tip: Așezare)                                    | oraș Seini                            | Moșia Brazilor                                          | VII-VIII            |                                |                                                 | Încărcați imagine | Raportați eroare |
| 108972.10.01                              | Situl arheologic de la Seini - Cărămidărie / ansamblu anonim (Categorie: locuire) (Tip: Așezare)                                       | oraș Seini                            | Cărămidărie                                             | Pișcolt             |                                |                                                 | Încărcați imagine | Raportați eroare |
| 108972.10.02                              | Situl arheologic de la Seini - Cărămidărie / ansamblu anonim (Categorie: locuire) (Tip: Așezare)                                       | oraș Seini                            | Cărămidărie                                             | Coțofeni - II       |                                |                                                 | Încărcați imagine | Raportați eroare |
| 108972.10.03                              | Situl arheologic de la Seini - Cărămidărie / ansamblu anonim (Categorie: locuire) (Tip: Așezare)                                       | oraș Seini                            | Cărămidărie                                             | dacică sec. III- IV |                                |                                                 | Încărcați imagine | Raportați eroare |
| 108972.11.01                              | Așezarea medievală de la Seini - Strada Gutinului nr. 79 / ansamblu anonim (Categorie: locuire) (Tip: Așezare)                         | oraș Seini                            | strada Gutinului, nr. 79, punct Strada Gutinului nr. 79 |                     | 1986                           |                                                 | Încărcați imagine | Raportați eroare |
| 106568.09.01                              | Așezarea paleolitică de la Sighetu Marmației - Acăstău / ansamblu anonim (Categorie: locuire) (Tip: Așezare)                           | municipiul Sighetu Marmației          | Acăstău                                                 | Gravetian târziu    |                                |                                                 | Încărcați imagine | Raportați eroare |
| 106568.10.01                              | Așezarea paleolitică de la Sighetu Marmației - Releul Doboeș I / ansamblu anonim (Categorie: locuire) (Tip: Așezare)                   | municipiul Sighetu Marmației          | Releul Doboeș I                                         |                     |                                |                                                 | Încărcați imagine | Raportați eroare |
| 106568.11.01                              | Așezarea Coțofeni de la Sighetu Marmației - Dealul Dobăieș / ansamblu anonim (Categorie: locuire) (Tip: Așezare)                       | municipiul Sighetu Marmației          | Dealul Dobăieș                                          | Coțofeni            |                                |                                                 | Încărcați imagine | Raportați eroare |
| 106568.12.01                              | Situl arheologic de la Sighetu Marmației - Cearda-Țărmuri / ansamblu anonim (Categorie: locuire) (Tip: Așezare)                        | municipiul Sighetu Marmației          | Cearda-Țărmuri                                          | Suciu de Sus        |                                |                                                 | Încărcați imagine | Raportați eroare |
| 106568.12.02                              | Situl arheologic de la Sighetu Marmației - Cearda-Țărmuri / ansamblu anonim (Categorie: locuire) (Tip: Așezare)                        | municipiul Sighetu Marmației          | Cearda-Țărmuri                                          |                     |                                |                                                 | Încărcați imagine | Raportați eroare |
| 106568.13.01                              | Așezarea Suciu de Sus de la Sighetu Marmației - Cireghi I / ansamblu anonim (Categorie: locuire) (Tip: Așezare)                        | municipiul Sighetu Marmației          | Cireghi I                                               |                     |                                |                                                 | Încărcați imagine | Raportați eroare |
| 106568.14.01                              | Situl arheologic de la Sighetu Marmației - Str. Avram Iancu / ansamblu anonim (Categorie: locuire) (Tip: Așezare)                      | municipiul Sighetu Marmației          | Str. Avram Iancu                                        | Suciu de Sus        |                                |                                                 | Încărcați imagine | Raportați eroare |
| 106568.14.02                              | Situl arheologic de la Sighetu Marmației - Str. Avram Iancu / ansamblu anonim (Categorie: locuire) (Tip: Așezare)                      | municipiul Sighetu Marmației          | Str. Avram Iancu                                        |                     |                                |                                                 | Încărcați imagine | Raportați eroare |
| 106568.15.01                              | Așezarea preistorică de la Sighetu Marmației - Cireghi II / ansamblu anonim (Categorie: locuire) (Tip: Așezare)                        | municipiul Sighetu Marmației          | Cireghi II                                              |                     | T. Ivanciuc 1996               |                                                 | Încărcați imagine | Raportați eroare |
| 106568.16.01                              | Așezarea din epoca bronzului de la Sighetu Marmației - Dealul Cetății II / ansamblu anonim (Categorie: locuire) (Tip: Așezare)         | municipiul Sighetu Marmației          | Dealul Cetății II                                       |                     |                                |                                                 | Încărcați imagine | Raportați eroare |
| 106568.17.02                              | Așezarea Gava de la Sighetu Marmației - Dealul Cetății / ansamblu anonim (Categorie: locuire) (Tip: Așezare fortificată)               | municipiul Sighetu Marmației          | Dealul Cetății                                          | Gáva - A            | F. Nistor                      |                                                 | Încărcați imagine | Raportați eroare |
| 106568.17.01                              | Așezarea Gava de la Sighetu Marmației - Dealul Cetății / ansamblu anonim (Categorie: locuire) (Tip: val de apărare)                    | municipiul Sighetu Marmației          | Dealul Cetății                                          |                     | F. Nistor                      |                                                 | Încărcați imagine | Raportați eroare |
| 106568.18.01                              | Situl arheologic de la Sighetu Marmației - Poligon / ansamblu anonim (Categorie: locuire) (Tip: Așezare)                               | municipiul Sighetu Marmației          | Poligon                                                 |                     |                                |                                                 | Încărcați imagine | Raportați eroare |
| 106568.18.02                              | Situl arheologic de la Sighetu Marmației - Poligon / ansamblu anonim (Categorie: locuire) (Tip: Așezare)                               | municipiul Sighetu Marmației          | Poligon                                                 |                     |                                |                                                 | Încărcați imagine | Raportați eroare |
| 106568.19.01                              | Așezarea hallstattiană de la Sighetu Marmației - Strada Făget / ansamblu anonim (Categorie: locuire) (Tip: Așezare)                    | municipiul Sighetu Marmației          | Strada Făget                                            |                     |                                |                                                 | Încărcați imagine | Raportați eroare |
| 106568.20.01                              | Așezarea preistorică de la Sighetu Marmației - Sub Ciocâza / ansamblu anonim (Categorie: locuire) (Tip: Așezare)                       | municipiul Sighetu Marmației          | Sub Ciocâza                                             |                     |                                |                                                 | Încărcați imagine | Raportați eroare |
| 106568.21.01                              | Așezarea medievală de la Sighetu Marmației - Faludâmb / ansamblu anonim (Categorie: locuire) (Tip: Așezare)                            | municipiul Sighetu Marmației          | Faludâmb                                                | sec. XVII- XVIII    | F. Nistor                      |                                                 | Încărcați imagine | Raportați eroare |
| 109087.03.01                              | Așezarea din epoca bronzului de la Suciu de Jos - Muncei / ansamblu anonim (Categorie: locuire) (Tip: Așezare)                         | sat Suciu de Jos, comuna Suciu de Sus | Muncei                                                  |                     | D. Pop 2003                    |                                                 | Încărcați imagine | Raportați eroare |
| 109087.09.01                              | Așezarea din epoca bronzului de la Suciu de Jos - Vârful Suciului / ansamblu anonim (Categorie: locuire) (Tip: Așezare deschisă)       | sat Suciu de Jos, comuna Suciu de Sus | Vârful Suciului                                         | Lăpuș               | Ken Massy 10 august 2008       |                                                 | Încărcați imagine | Raportați eroare |
| 109087.05.01                              | Așezarea preistorica de la Suciu de Jos - Pleșa / ansamblu anonim (Categorie: locuire) (Tip: Așezare)                                  | sat Suciu de Jos, comuna Suciu de Sus | Pleșa                                                   |                     |                                |                                                 | Încărcați imagine | Raportați eroare |
| 109087.06.01                              | Așezarea din epoca bronzului de la Suciu de Jos - Poduri / ansamblu anonim (Categorie: locuire) (Tip: Așezare)                         | sat Suciu de Jos, comuna Suciu de Sus | Poduri                                                  |                     |                                |                                                 | Încărcați imagine | Raportați eroare |
| 109087.07.01                              | Necropola din epoca bronzului de la Suciu de Jos - Poduri pe Coastă / ansamblu anonim (Categorie: descoperire funerară) (Tip: Așezare) | sat Suciu de Jos, comuna Suciu de Sus | Poduri pe Coastă                                        | Suciu de Sus        |                                |                                                 | Încărcați imagine | Raportați eroare |
| 109087.08.01                              | Așezarea din epoca bronzului de la Suciu de Jos - Pe rât / ansamblu anonim (Categorie: locuire) (Tip: Așezare)                         | sat Suciu de Jos, comuna Suciu de Sus | Pe rât                                                  |                     |                                |                                                 | Încărcați imagine | Raportați eroare |
| 109087.04.01                              | Așezarea din epoca bronzului de la Suciu de Jos - La Șes / ansamblu anonim (Categorie: locuire) (Tip: Așezare)                         | sat Suciu de Jos, comuna Suciu de Sus | La Șes                                                  | Lăpuș               |                                |                                                 | Încărcați imagine | Raportați eroare |
| 109087.10.01                              | Necropola din epoca bronzului de la Suciu de Jos - Troian / ansamblu anonim (Categorie: descoperire funerară) (Tip: Așezare)           | sat Suciu de Jos, comuna Suciu de Sus | Troian                                                  | Lăpuș               | Károly Torma                   |                                                 | Încărcați imagine | Raportați eroare |
| 109087.11.01                              | Așezarea medievală târzie de la Suciu de Jos / ansamblu anonim (Categorie: locuire) (Tip: Așezare)                                     | sat Suciu de Jos, comuna Suciu de Sus |                                                         | sec. XVIII- XIX     | 1989                           |                                                 | Încărcați imagine | Raportați eroare |
| 109318.02.01                              | Așezarea din epoca bronzului de la Someș- Uileac - Bicirig / ansamblu anonim (Categorie: locuire) (Tip: Așezare)                       | sat Someș-Uileac, oraș Ulmeni         | Bicirig                                                 | Suciu de Sus        | Tr. Oros, D. Pop, Tr. Rus 2000 |                                                 | Încărcați imagine | Raportați eroare |
| 109318.02.02                              | Așezarea din epoca bronzului de la Someș- Uileac - Bicirig / ansamblu anonim (Categorie: locuire) (Tip: Așezare)                       | sat Someș-Uileac, oraș Ulmeni         | Bicirig                                                 | Wietenberg          | Tr. Oros, D. Pop, Tr. Rus 2000 |                                                 | Încărcați imagine | Raportați eroare |
| 109050.03.01                              | Necropola din epoca bronzului de la Suciu de Sus - Troian / ansamblu anonim (Categorie: descoperire funerară) (Tip: Necropolă)         | sat Suciu de Sus, comuna Suciu de Sus | Troian                                                  | Suciu de Sus        |                                |                                                 | Încărcați imagine | Raportați eroare |